# Аїда
«Аї́да» (італ. Aida) — опера  на 4 дії 7 картин італійського композитора  Джузеппе Верді  на лібрето Антоніо Гісланцоні. Побудована на автентичному локальному єгипетському матеріалі (сценарій написав французький єгиптолог Огюст Маріетт).
Перша постановка — Хедивова опера, Каїр, 1871 р. п/о Д. Боттезіні мала тріумфальний успіх. Перша постановка на батьківщині композитора — Мілан, Ла Скала, 1872 р. п/о Ф. Фаччо.
Поширена думка про те, що опера буцімто написана з нагоди відкриття Суецького каналу в 1869 році, або відкриття Хедивової опери (Rigoletto) того ж року. Насправді Верді було запропоновано скласти оду для відкриття каналу, але той відмовився на тій підставі, що не пише «п'єс із нагоди».

## Характеристика
Верді довів у «Аїді» високу життєздатність принципів класичної опери, яку Вагнер оголосив мертвою. Зберігаючи завершені номери — арії, дуети, ансамблі, хори, геніальний музикант-драматург об'єднав їх у великі драматичні сцени, наповнивши гострою конфліктністю. Сила Верді — у вмінні розкрити через виразну мелодію почуття, характер, ситуацію. В «Аїді» це мистецтво досягло нових вершин. За проникливістю, психологічним та емоційним багатством, пластичною ясністю та чарівністю мелодій центральні вокальні епізоди опери перевершують усе, що композитор досяг раніше. Кожний з героїв — Аїда, Радамес, Амнеріс, Амонасро, Рамфіс — неповторний характер, образ, що володіє тільки йому властивим інтонаційним строєм. І арії, й ансамблі, і окремі фрази виконують важливу дієву функцію.
Музична драматургія наскрізь конфліктна. Це — опера драматичних зіткнень, напруженої боротьби не тільки між ворогами, але й між закоханими. Звідси своєрідна дуетність «Аїди» — в прямому та переносному сенсі. Навряд чи знайдеться інша опера, в якій було б стільки дуетів або «поєдинків» двох героїв (Аїда—Амнеріс, Аїда—Амонасро, Аїда—Радамес, Амнеріс—Радамес та фінальний дует Аїди—Радамеса). Значну дієву функцію виконують також великі, розгорнуті ансамблі, хори та оркестр.
Джерело: Оперний словник. — М., 1965

## Дійові особи
| партія                                                                             | голос        | Виконавець на світовій прем'єрі в Каїрі 24 грудня 1871 (Диригент: Джованні Боттезіні) | Виконавець на прем'єрі в Європі 8 лютого 1872 (Диригент: Франко Фаччо) |
| ---------------------------------------------------------------------------------- | ------------ | ------------------------------------------------------------------------------------- | ---------------------------------------------------------------------- |
| Фараон — єгипетський цар                                                           | Бас          | Томмазо Коста                                                                         | Паріде Паволері                                                        |
| Рамфіс — верховний жрець                                                           | бас          | Паоло Медіні                                                                          | Ормондо Маїні                                                          |
| Радамес — молодий начальник палацової варти                                        | Тенор        | П'єтро Монджині                                                                       | Джузеппе Фанчеллі                                                      |
| Амнеріс — дочка фараона                                                            | Мецо-сопрано | Елеонора Гроссі                                                                       | Марія Вальдман                                                         |
| Аїда — ефіопська рабиня                                                            | Сопрано      | Антонієтта Анастазі-Поццоні                                                           | Тереза Штольц                                                          |
| Амонасро — ефіопський цар, батько Аїди                                             | Баритон      | Франческо Стеллер                                                                     | Франческо Пандольфіні                                                  |
| Гонець                                                                             | тенор        | Луїджі Стеккі-Боттарді                                                                | Луїджі Вістаріні                                                       |
| Голос верховної жриці                                                              | сопрано      | Марієтта Алльєві                                                                      |                                                                        |
| Жерці, жриці, придворні, солдати, слуги, раби й полонені ефіопи, єгипетський народ |              |                                                                                       |                                                                        |

## Зміст

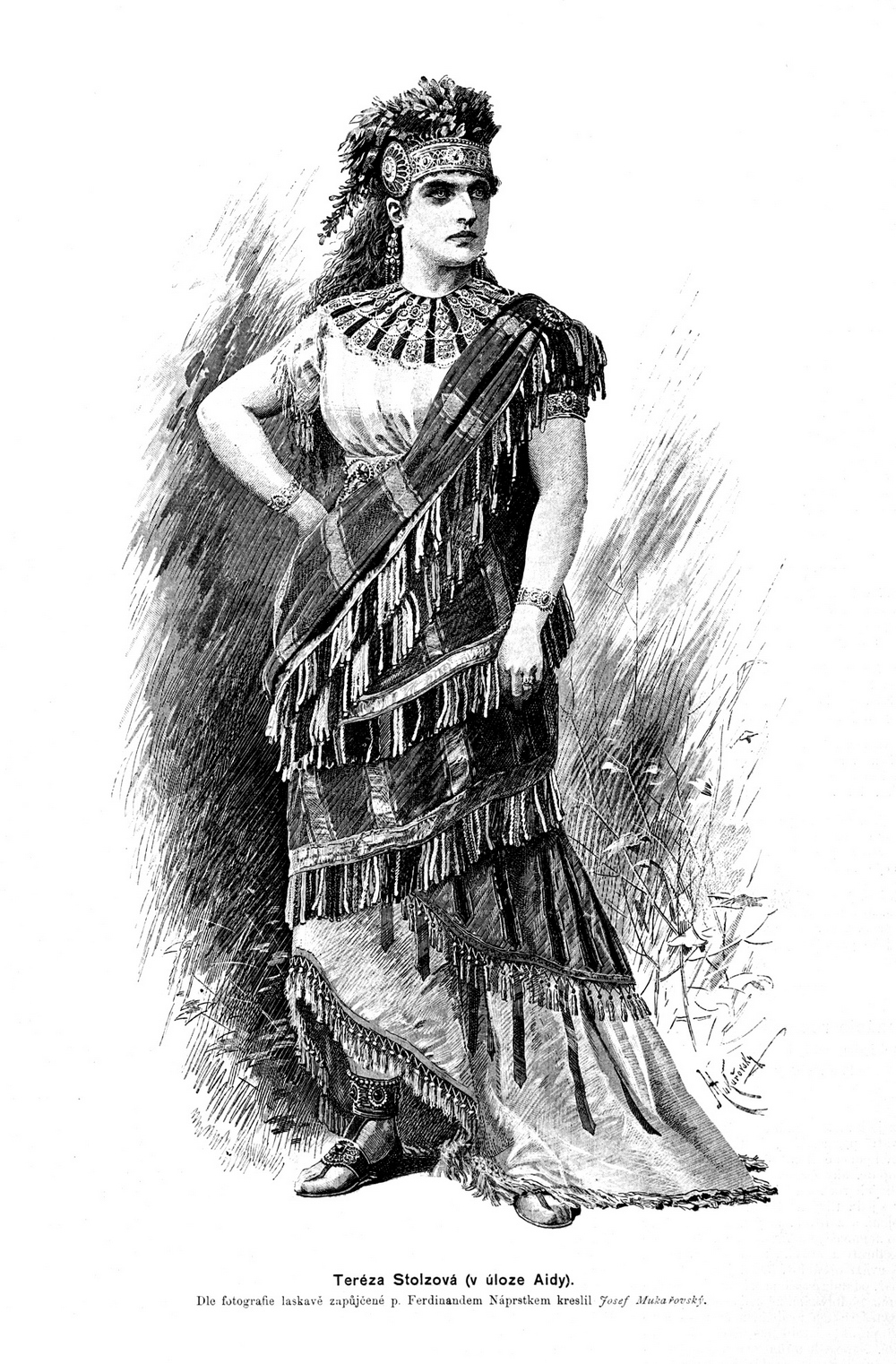
Тереза Штольц в ролі Аїди

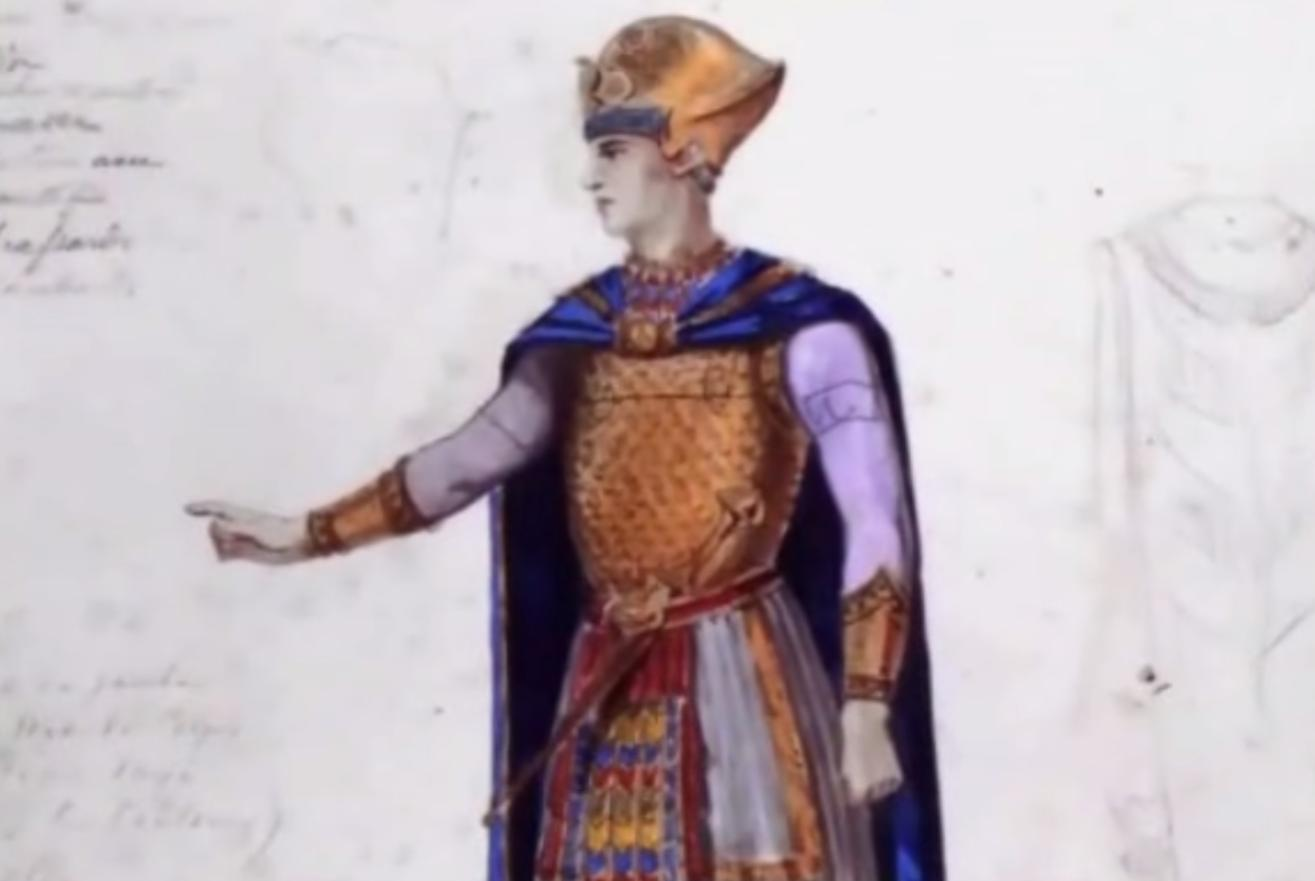
Ескіз костюму до опери Огюста Марієтта

Єгипет воює з Ефіопією. Начальник палацової варти Фараона Радамес, призначений полководцем єгипетських військ у цій війні, і ефіопська царівна Аїда (тепер рабиня) люблять одне одного. Але Амнеріс (дочка єгипетського Фараона) також закохана в Радамеса і, здогадуючись про свою суперницю, намагається вивідати в нього цю таємницю. Мріючи про славу полководця, Радамес вирішує попросити Фараона подарувати йому Аїду, як тільки він повернеться тріумфатором. Аїда розривається між почуттями до Радамеса і любов'ю до батьківщини.
Поки Радамес на війні, Амнеріс вирішує випробувати Аїду і після удавано-ласкавих слів говорить їй, що полководець убитий. Уражена горем Аїда видає свої почуття. Амнеріс гнівно докоряє їй за те, що вона, рабиня, посміла змагатися з самою дочкою фараона.
Радамес здобуває блискучу перемогу над ефіопами і повертається з тріумфом в Фіви, ведучи за собою полонених. Аїда з жахом впізнає серед них свого батька — ефіопського царя Амонасро, який приховує своє справжнє становище. Верховний жрець наполягає на страті полонених, але Радамес просить за них перед фараоном. В знак нагородження фараон оголошує Радамеса своїм спадкоємцем престолу і дарує йому в дружини Амнеріс.
Ефіопський цар, бажаючи повернути собі вітчизну і знаючи про любов Аїди до Радамеса, говорить їй про необхідність дізнатися від Радамеса шлях, по якому повинні пройти єгипетські війська, щоб ефіопи могли раніше зайняти цей шлях. Аїда відмовляється, і тоді Амонасро в гніві говорить їй: «Ти вже не моя дочка більше, тільки рабиня фараона».
Аїда з гіркотою погоджується. Вночі на березі Нілу відбувається побачення Аїди з Радамесом. Аїда пропонує йому втікати в Ефіопію. Закоханий Радамес після деяких коливань погоджується і на прохання Аїди називає вільний від єгиптян шлях, яким ефіопи можуть пройти. Ефіопський цар Амонасро, підслухавши розмову, приєднується до них, обіцяючи Радамесові щастя в своїй країні. Несподівано до них виходять Амнеріс і верховний жрець Рамфіс, які підслухали все. Радамес захищає дочку фараона від ефіопського царя і добровільно здається в руки варти. Аїда і Амонасро зникають. Амнеріс обіцяє Радамесові врятувати його, якщо він погодиться забути Аїду. Але він залишається непохитним.
На суді Радамес вперто відмовчується і, незважаючи на відчай і протест Амнеріс, отримує засудження за зраду до поховання живцем. Опинившись зачиненим у підземеллі, Радамес бачить Аїду. Вона дізналася про долю коханого і таємно проникла в підземелля, щоб померти разом з ним. З'єднані, Аїда і Радамес мріють про щастя на небі; Амнеріс, в траурному одязі, стоїть у храмі над плитою в підземеллі і просить у богів мир і відраду своєму коханому Радамесу після смерті.

## Аїда і Соломія Крушельницька

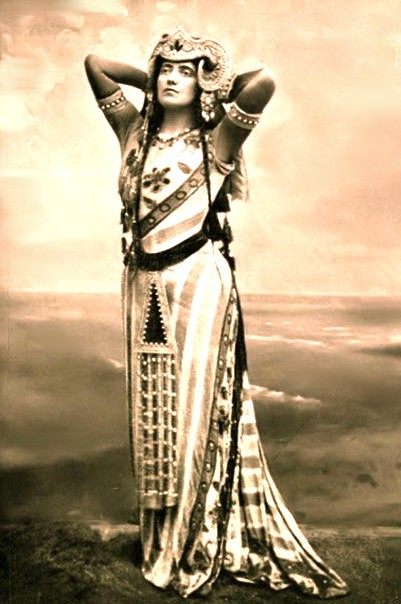
Крушельницька в ролі Аїди

Вперше Крушельницька виступає у ролі Аїди у Львові 1894 року. Вона захопилася цією оперою ще під час навчання у Мілані. В листі до Михайла Павлика від 10 березня 1894 року вона пише:
 «Тішуся дуже, що любите „Аїду“, я ж в ній так замилувана, що часом за плачем перестаю співати. Мені се видно, тим більше, що я холодного темпераменту і нерви мої сильні, як посторонки…»
Це був складний період у творчій біографії співачки: перші її виступи у Львові холодно зустріли і вчителі, і музична критика. Причиною була зміна теситури голосу, а також інтриги в театрі. Артистка з дня на день чекала, що дирекція театру Скарбка розірве з нею контракт. Але успіх «Аїди» врятував ситуацію. У листі до Павлика від 10 червня йдеться:
«…по другім моїм виступі в „Аїді“ зі Шляфенбергом прийшли до мене з ґратуляціями і сказали, що остають при зробленім контракті…»
Роль єгипетської рабині назавжди залишається в репертуарі Крушельницької. Виступає в цій ролі в Одесі, Сантьяго (Чилі). Саме «Аїду» вибирає для свого дебюту у Варшаві (1898) і в Петербурзі (1900), де співає у суцвітті найкращих оперних співаків своєї епохи — Карузо (Радамес), Баттістіні (Амонасро), Арімонді (Рамфіс). Тріумфом був дебют Соломії Крушельницької в ролі Аїди 17 січня 1903 року в Неаполітанському театрі «Сан-Карло»; Крушельницькій-Аїді аплодували і Рим, і Лісабон, і Буенос-Айрес. Це було визначне явище в історії оперного виконавства. Артистка дуже серйозно ставилась до кожної ролі і використовувала усі засоби, щоб донести до слухача свій задум. Костюм Аїди вона замовила у модній паризькій майстерні. Саме у цьому вбранні та характерному головному уборі Соломія Крушельницька позувала французькому художнику Е. Леві, який зробив графічний портрет співачки. Малюнок вмістили паризькі газети в 1902 році. Збереглось чимало відгуків і рецензій на виступи Соломії Крушельницької у цій ролі.
У 1907—1908 роках фірма «Фонотипія» зробила записи голосу Соломії Крушельницької у ролі Аїди на двох грамофонних платівках. Методи звукозапису початку XX ст. були занадто недосконалими, щоб передати всю красу голосу славетної співачки.